# Pedro Piva
Pedro Franco Piva (São Paulo, 6 de janeiro de 1934 — Leme, 26 de fevereiro de 2017) foi um empresário e político brasileiro. Piva é pai do ex-presidente da Fiesp Horácio Lafer Piva.

## Biografia
Bacharel em Direito pela Faculdade de Direito da Universidade de São Paulo e filiado ao Partido da Social Democracia Brasileira, foi senador (dois períodos de suplência, 1995-1996 e 1999-2002) durante a licença de José Serra, que ocupou os ministérios do Planejamento e Saúde.
Também foi membro do conselho de administração do grupo Klabin.